# Кузнецовский сельсовет (Нижегородская область)
Кузнецовский сельсовет — административно-территориальная единица в составе городского округа города Чкаловска Нижегородской области России. До 2015 года составлял сельское поселение в рамках Чкаловского района.
Административный центр — деревня Кузнецово.

## Население
| 2002 | 2010  | 2012  | 2013  | 2014  | 2015  |
| ---- | ----- | ----- | ----- | ----- | ----- |
| 2352 | ↘1863 | ↘1859 | ↗1882 | ↘1853 | ↘1788 |

## Населенные пункты
Состоит из 47 населенных пунктов.
| №  | Населённый пункт | Тип                             | Население |
| -- | ---------------- | ------------------------------- | --------- |
| 1  | Балахнино        | деревня                         | ↘6        |
| 2  | Беседы           | деревня                         | ↘4        |
| 3  | Бессониха        | деревня                         | →0        |
| 4  | Большое Рябинино | деревня                         | ↘7        |
| 5  | Бральгино        | деревня                         | ↘19       |
| 6  | Высокая          | деревня                         | ↘278      |
| 7  | Горбово          | деревня                         | ↘7        |
| 8  | Горянское        | деревня                         | ↗3        |
| 9  | Губцево          | деревня                         | ↘5        |
| 10 | Зелебиха         | деревня                         | ↗12       |
| 11 | Зельево          | деревня                         | ↘6        |
| 12 | Зименки          | деревня                         | ↘28       |
| 13 | Карабасиха       | деревня                         | ↘11       |
| 14 | Климотино        | деревня                         | ↘17       |
| 15 | Колганово        | деревня                         | ↘13       |
| 16 | Колосиха         | деревня                         | ↘16       |
| 17 | Кузино           | деревня                         | →5        |
| 18 | Кузнецово        | деревня, административный центр | ↘1123     |
| 19 | Кукомоино        | деревня                         | ↘2        |
| 20 | Кулаево          | деревня                         | ↘12       |
| 21 | Курмыш           | деревня                         | ↘2        |
| 22 | Левино           | деревня                         | ↘3        |
| 23 | Либежево         | деревня                         | →6        |
| 24 | Лопатиха         | деревня                         | →0        |
| 25 | Малая            | деревня                         | ↘2        |
| 26 | Малое Рябинино   | деревня                         | ↘29       |
| 27 | Матренино        | деревня                         | ↘4        |
| 28 | Медниково        | деревня                         | ↘78       |
| 29 | Митениха         | деревня                         | ↘6        |
| 30 | Мишнево          | деревня                         | →5        |
| 31 | Нагорное         | деревня                         | ↘1        |
| 32 | Окорково         | деревня                         | ↘3        |
| 33 | Осокино          | деревня                         | ↘0        |
| 34 | Перехваткино     | деревня                         | ↗15       |
| 35 | Плясицино        | деревня                         | ↘17       |
| 36 | Подшибалкино     | деревня                         | ↘11       |
| 37 | Попцово          | деревня                         | ↘7        |
| 38 | Савино           | деревня                         | ↘0        |
| 39 | Соболево         | деревня                         | ↘9        |
| 40 | Ступино          | деревня                         | ↘35       |
| 41 | Харламово        | деревня                         | ↘0        |
| 42 | Хмельничное      | деревня                         | ↘14       |
| 43 | Черенино         | деревня                         | ↗5        |
| 44 | Черницы          | деревня                         | ↘10       |
| 45 | Шестово          | деревня                         | ↘5        |
| 46 | Шубино           | деревня                         | →0        |
| 47 | Яблоново         | деревня                         | ↘22       |